# Tour de San Luis 2015
La 9e édition du Tour de San Luis a eu lieu du 19 au 25 janvier 2015. La course fait partie du calendrier UCI America Tour 2015 en catégorie 2.1.
L'épreuve a été remportée par l'Argentin Daniel Díaz (Funvic-São José dos Campos), vainqueur des deuxième et quatrième étapes, respectivement 1 min 5 s et 1 min 34 s devant les Colombiens Rodolfo Torres (Colombia) et Nairo Quintana (Movistar), vainqueur l'année précédente.
Torres remporte le classement du meilleur grimpeur tandis que son compatriote Juan Esteban Arango (Équipe nationale de Colombie) s'adjuge celui des sprints. Un autre Colombien, Rodrigo Contreras (Équipe nationale de Colombie), termine meilleur jeune alors que la formation Colombia gagne le classement de la meilleure équipe.

## Présentation
Le Tour de San Luis est souvent la première course de la saison pour les coureurs des formations WorldTeams et continentales professionnelles qui reprennent pour la plupart sur cette épreuve ou lors du Tour Down Under qui a lieu en même temps à l'autre bout du globe,. En effet, il n'est pas surprenant de voir que certains des précédents vainqueurs ne fassent pas partie de ces équipes, mais d'équipes continentales des pays sud-américains,,,

### Équipes
Classé en catégorie 2.1 de l'UCI America Tour, le Tour de San Luis est par conséquent ouvert aux WorldTeams dans la limite de 50 % des équipes participantes, aux équipes continentales professionnelles, aux équipes continentales et aux équipes nationales.
Vingt-sept équipes participent à ce Tour de San Luis - six WorldTeams, sept équipes continentales professionnelles, huit équipes continentales et six équipes nationales :
| UCI WorldTeams    | UCI WorldTeams | UCI WorldTeams |
| Nom de l'équipe   | Pays           | Code           |
| ----------------- | -------------- | -------------- |
| AG2R La Mondiale  | France         | ALM            |
| Cannondale-Garmin | États-Unis     | TCG            |
| Etixx-Quick Step  | Belgique       | EQS            |
| Katusha           | Russie         | KAT            |
| Lampre-Merida     | Italie         | LAM            |
| Movistar          | Espagne        | MOV            |

| Équipes continentales professionnelles | Équipes continentales professionnelles | Équipes continentales professionnelles |
| Nom de l'équipe                        | Pays                                   | Code                                   |
| -------------------------------------- | -------------------------------------- | -------------------------------------- |
| Androni Giocattoli                     | Italie                                 | AND                                    |
| Bretagne-Séché Environnement           | France                                 | BSE                                    |
| Colombia                               | Colombie                               | COL                                    |
| Europcar                               | France                                 | EUC                                    |
| Nippo-Vini Fantini                     | Italie                                 | NIP                                    |
| Novo Nordisk                           | États-Unis                             | TNN                                    |
| UnitedHealthcare                       | États-Unis                             | UHC                                    |

| Équipes continentales                       | Équipes continentales  | Équipes continentales |
| Nom de l'équipe                             | Pays                   | Code                  |
| ------------------------------------------- | ---------------------- | --------------------- |
| Buenos Aires Provincia                      | Argentine              | BAP                   |
| Clube DataRo-Bottecchia                     | Brésil                 | DAT                   |
| Cycling Academy                             | Israël                 | CAT                   |
| Funvic-São José dos Campos                  | Brésil                 | FUN                   |
| Inteja-MMR Dominican                        | République dominicaine | DCT                   |
| Jamis-Hagens Berman                         | États-Unis             | JHB                   |
| San Luis-Somos Todos                        | Argentine              | SLS                   |
| Sindicato de Empleados Públicos de San Juan | Argentine              | SEP                   |

| Équipes nationales           | Équipes nationales | Équipes nationales |
| Nom de l'équipe              | Pays               | Code               |
| ---------------------------- | ------------------ | ------------------ |
| Équipe nationale d'Argentine | Argentine          | ARG                |
| Équipe nationale du Chili    | Chili              | CHI                |
| Équipe nationale de Colombie | Colombie           | COL                |
| Équipe nationale de Cuba     | Cuba               | CUB                |
| Équipe nationale d'Italie    | Italie             | ITA                |
| Équipe nationale du Panama   | Panama             | PAN                |

## Étapes
| Étape     | Date       | Villes étapes                                  |                             | Distance (km) | Vainqueur d’étape | Leader du classement général |
| --------- | ---------- | ---------------------------------------------- | --------------------------- | ------------- | ----------------- | ---------------------------- |
| 1re étape | 19 janvier | San Luis - Villa Mercedes                      | Étape de plaine             | 186,8         | Fernando Gaviria  | Fernando Gaviria             |
| 2e étape  | 20 janvier | La Punta - Mirador del Potrero (es)            | Étape de moyenne montagne   | 185,3         | Daniel Díaz       | Daniel Díaz                  |
| 3e étape  | 21 janvier | Concarán - Juana Koslay                        | Étape vallonnée             | 176,3         | Fernando Gaviria  | Daniel Díaz                  |
| 4e étape  | 22 janvier | Villa Dolores - Alto El Amago                  | Étape de montagne           | 142,5         | Daniel Díaz       | Daniel Díaz                  |
| 5e étape  | 23 janvier | San Luis - San Luis                            | Contre-la-montre individuel | 17,4          | Adriano Malori    | Daniel Díaz                  |
| 6e étape  | 24 janvier | Achiras (es) - Filo Sierras Comechingones (es) | Étape de montagne           | 117,5         | Kléber Ramos      | Daniel Díaz                  |
| 7e étape  | 25 janvier | San Luis - San Luis                            | Étape de plaine             | 122,4         | Mark Cavendish    | Daniel Díaz                  |

## Déroulement de la course

### 1reétape
Le Colombien Fernando Gaviria (Équipe nationale de Colombie) remporte au sprint la première étape.
| Classement de l'étape | Classement de l'étape | Classement de l'étape | Classement de l'étape        | Classement de l'étape |
|                       | Coureur               | Pays                  | Équipe                       | Temps                 |
| --------------------- | --------------------- | --------------------- | ---------------------------- | --------------------- |
| 1er                   | Fernando Gaviria      | Colombie              | Équipe nationale de Colombie | en 4 h 40 min 13 s    |
| 2e                    | Mark Cavendish        | Royaume-Uni           | Etixx-Quick Step             | m.t                   |
| 3e                    | Sacha Modolo          | Italie                | Lampre-Merida                | m.t                   |
| 4e                    | Nicolas Marini        | Italie                | Nippo-Vini Fantini           | m.t                   |
| 5e                    | Sebastián Tolosa      | Argentine             | Buenos Aires Provincia       | m.t                   |
| 6e                    | Oscar Gatto           | Italie                | Androni Giocattoli           | m.t                   |
| 7e                    | Yohann Gène           | France                | Europcar                     | m.t                   |
| 8e                    | Marco Canola          | Italie                | UnitedHealthcare             | m.t                   |
| 9e                    | Jakub Mareczko        | Italie                | Équipe nationale d'Italie    | m.t                   |
| 10e                   | Armindo Fonseca       | France                | Bretagne-Séché Environnement | m.t                   |
| modifier              |                       |                       |                              |                       |

| Classement général | Classement général | Classement général | Classement général           | Classement général |
|                    | Coureur            | Pays               | Équipe                       | Temps              |
| ------------------ | ------------------ | ------------------ | ---------------------------- | ------------------ |
| 1er                | Fernando Gaviria   | Colombie           | Équipe nationale de Colombie | en 4 h 40 min 13 s |
| 2e                 | Mark Cavendish     | Royaume-Uni        | Etixx-Quick Step             | m.t                |
| 3e                 | Sacha Modolo       | Italie             | Lampre-Merida                | m.t                |
| 4e                 | Nicolas Marini     | Italie             | Nippo-Vini Fantini           | m.t                |
| 5e                 | Sebastián Tolosa   | Argentine          | Buenos Aires Provincia       | m.t                |
| 6e                 | Oscar Gatto        | Italie             | Androni Giocattoli           | m.t                |
| 7e                 | Yohann Gène        | France             | Europcar                     | m.t                |
| 8e                 | Marco Canola       | Italie             | UnitedHealthcare             | m.t                |
| 9e                 | Jakub Mareczko     | Italie             | Équipe nationale d'Italie    | m.t                |
| 10e                | Armindo Fonseca    | France             | Bretagne-Séché Environnement | m.t                |
| modifier           |                    |                    |                              |                    |

### 2eétape
L'Argentin Daniel Díaz (Funvic-São José dos Campos) remporte en solitaire la deuxième étape.
| Classement de l'étape | Classement de l'étape | Classement de l'étape | Classement de l'étape        | Classement de l'étape |
|                       | Coureur               | Pays                  | Équipe                       | Temps                 |
| --------------------- | --------------------- | --------------------- | ---------------------------- | --------------------- |
| 1er                   | Daniel Díaz           | Argentine             | Funvic-São José dos Campos   | en 4 h 33 min 26 s    |
| 2e                    | Rodolfo Torres        | Colombie              | Colombia                     | + 6 s                 |
| 3e                    | Kléber Ramos          | Brésil                | Funvic-São José dos Campos   | + 24 s                |
| 4e                    | Eduardo Sepúlveda     | Argentine             | Bretagne-Séché Environnement | + 27 s                |
| 5e                    | Daniel Moreno         | Espagne               | Katusha                      | + 27 s                |
| 6e                    | Alex Diniz            | Brésil                | Funvic-São José dos Campos   | + 27 s                |
| 7e                    | Nairo Quintana        | Colombie              | Movistar                     | + 27 s                |
| 8e                    | Sergio Godoy          | Argentine             | San Luis Somos Todos         | + 29 s                |
| 9e                    | Daniel Jaramillo      | Colombie              | Jamis-Hagens Berman          | + 36 s                |
| 10e                   | Rodrigo Contreras     | Colombie              | Équipe nationale de Colombie | + 36 s                |
| modifier              |                       |                       |                              |                       |

| Classement général | Classement général | Classement général | Classement général           | Classement général |
|                    | Coureur            | Pays               | Équipe                       | Temps              |
| ------------------ | ------------------ | ------------------ | ---------------------------- | ------------------ |
| 1er                | Daniel Díaz        | Argentine          | Funvic-São José dos Campos   | en 9 h 13 min 39 s |
| 2e                 | Rodolfo Torres     | Colombie           | Colombia                     | + 6 s              |
| 3e                 | Kléber Ramos       | Brésil             | Funvic-São José dos Campos   | + 24 s             |
| 4e                 | Daniel Moreno      | Espagne            | Katusha                      | + 27 s             |
| 5e                 | Eduardo Sepúlveda  | Argentine          | Bretagne-Séché Environnement | + 27 s             |
| 6e                 | Alex Diniz         | Brésil             | Funvic-São José dos Campos   | + 27 s             |
| 7e                 | Nairo Quintana     | Colombie           | Movistar                     | + 27 s             |
| 8e                 | Sergio Godoy       | Argentine          | San Luis Somos Todos         | + 29 s             |
| 9e                 | Daniel Jaramillo   | Colombie           | Jamis-Hagens Berman          | + 36 s             |
| 10e                | Rodrigo Contreras  | Colombie           | Équipe nationale de Colombie | + 36 s             |
| modifier           |                    |                    |                              |                    |

### 3eétape
Le Colombien Fernando Gaviria (Équipe nationale de Colombie) remporte au sprint la troisième étape.
| Classement de l'étape | Classement de l'étape | Classement de l'étape  | Classement de l'étape        | Classement de l'étape |
|                       | Coureur               | Pays                   | Équipe                       | Temps                 |
| --------------------- | --------------------- | ---------------------- | ---------------------------- | --------------------- |
| 1er                   | Fernando Gaviria      | Colombie               | Équipe nationale de Colombie | en 3 h 48 min 44 s    |
| 2e                    | Mark Cavendish        | Royaume-Uni            | Etixx-Quick Step             | m.t                   |
| 3e                    | Sacha Modolo          | Italie                 | Lampre-Merida                | m.t                   |
| 4e                    | Yauheni Hutarovich    | Biélorussie            | Bretagne-Séché Environnement | m.t                   |
| 5e                    | Eduard-Michael Grosu  | Roumanie               | Nippo-Vini Fantini           | m.t                   |
| 6e                    | Nicolas Marini        | Italie                 | Nippo-Vini Fantini           | m.t                   |
| 7e                    | Marco Canola          | Italie                 | UnitedHealthcare             | m.t                   |
| 8e                    | Julián Gaday          | Argentine              | Buenos Aires Provincia       | m.t                   |
| 9e                    | Emanuel Guevara       | Argentine              | San Luis Somos Todos         | m.t                   |
| 10e                   | Diego Milán           | République dominicaine | Inteja-MMR Dominican         | m.t                   |
| modifier              |                       |                        |                              |                       |

| Classement général | Classement général | Classement général | Classement général           | Classement général |
|                    | Coureur            | Pays               | Équipe                       | Temps              |
| ------------------ | ------------------ | ------------------ | ---------------------------- | ------------------ |
| 1er                | Daniel Díaz        | Argentine          | Funvic-São José dos Campos   | en 13 h 2 min 23 s |
| 2e                 | Rodolfo Torres     | Colombie           | Colombia                     | + 6 s              |
| 3e                 | Kléber Ramos       | Brésil             | Funvic-São José dos Campos   | + 24 s             |
| 4e                 | Alex Diniz         | Brésil             | Funvic-São José dos Campos   | + 27 s             |
| 5e                 | Eduardo Sepúlveda  | Argentine          | Bretagne-Séché Environnement | + 27 s             |
| 6e                 | Daniel Moreno      | Espagne            | Katusha                      | + 27 s             |
| 7e                 | Nairo Quintana     | Colombie           | Movistar                     | + 27 s             |
| 8e                 | Sergio Godoy       | Argentine          | San Luis Somos Todos         | + 29 s             |
| 9e                 | Daniel Jaramillo   | Colombie           | Jamis-Hagens Berman          | + 36 s             |
| 10e                | Rodrigo Contreras  | Colombie           | Équipe nationale de Colombie | + 36 s             |
| modifier           |                    |                    |                              |                    |

### 4eétape
L'Argentin Daniel Díaz (Funvic-São José dos Campos) remporte en solitaire la quatrième étape.
| Classement de l'étape | Classement de l'étape | Classement de l'étape | Classement de l'étape        | Classement de l'étape |
|                       | Coureur               | Pays                  | Équipe                       | Temps                 |
| --------------------- | --------------------- | --------------------- | ---------------------------- | --------------------- |
| 1er                   | Daniel Díaz           | Argentine             | Funvic-São José dos Campos   | en 3 h 29 min 25 s    |
| 2e                    | Alex Diniz            | Brésil                | Funvic-São José dos Campos   | + 52 s                |
| 3e                    | Rodolfo Torres        | Colombie              | Colombia                     | + 54 s                |
| 4e                    | Nairo Quintana        | Colombie              | Movistar                     | + 56 s                |
| 5e                    | Eduardo Sepúlveda     | Argentine             | Bretagne-Séché Environnement | + 1 min 19 s          |
| 6e                    | Rodrigo Contreras     | Colombie              | Équipe nationale de Colombie | + 1 min 57 s          |
| 7e                    | Leandro Messineo      | Argentine             | San Luis Somos Todos         | + 2 min 10 s          |
| 8e                    | Daniel Moreno         | Espagne               | Katusha                      | + 2 min 10 s          |
| 9e                    | Miguel Ángel Rubiano  | Colombie              | Colombia                     | + 2 min 36 s          |
| 10e                   | Ilnur Zakarin         | Russie                | Katusha                      | + 2 min 47 s          |
| modifier              |                       |                       |                              |                       |

| Classement général | Classement général   | Classement général | Classement général           | Classement général  |
|                    | Coureur              | Pays               | Équipe                       | Temps               |
| ------------------ | -------------------- | ------------------ | ---------------------------- | ------------------- |
| 1er                | Daniel Díaz          | Argentine          | Funvic-São José dos Campos   | en 16 h 31 min 48 s |
| 2e                 | Rodolfo Torres       | Colombie           | Colombia                     | + 1 min 0 s         |
| 3e                 | Alex Diniz           | Brésil             | Funvic-São José dos Campos   | + 1 min 19 s        |
| 4e                 | Nairo Quintana       | Colombie           | Movistar                     | + 1 min 23 s        |
| 5e                 | Eduardo Sepúlveda    | Argentine          | Bretagne-Séché Environnement | + 1 min 46 s        |
| 6e                 | Rodrigo Contreras    | Colombie           | Équipe nationale de Colombie | + 2 min 33 s        |
| 7e                 | Daniel Moreno        | Espagne            | Katusha                      | + 2 min 37 s        |
| 8e                 | Miguel Ángel Rubiano | Colombie           | Colombia                     | + 3 min 33 s        |
| 9e                 | Daniel Jaramillo     | Colombie           | Jamis-Hagens Berman          | + 3 min 58 s        |
| 10e                | Leandro Messineo     | Argentine          | San Luis Somos Todos         | + 4 min 4 s         |
| modifier           |                      |                    |                              |                     |

### 5eétape
L'Italien Adriano Malori (Movistar) remporte le contre-la-montre de la cinquième étape.
| Classement de l'étape | Classement de l'étape | Classement de l'étape | Classement de l'étape        | Classement de l'étape |
|                       | Coureur               | Pays                  | Équipe                       | Temps                 |
| --------------------- | --------------------- | --------------------- | ---------------------------- | --------------------- |
| 1er                   | Adriano Malori        | Italie                | Movistar                     | en 20 min 7 s         |
| 2e                    | Michał Kwiatkowski    | Pologne               | Etixx-Quick Step             | + 4 s                 |
| 3e                    | Hugo Houle            | Canada                | AG2R La Mondiale             | + 5 s                 |
| 4e                    | Serghei Țvetcov       | Roumanie              | Androni Giocattoli           | + 29 s                |
| 5e                    | Leandro Messineo      | Argentine             | San Luis Somos Todos         | + 32 s                |
| 6e                    | Ilnur Zakarin         | Russie                | Katusha                      | + 33 s                |
| 7e                    | Przemysław Niemiec    | Pologne               | Lampre-Merida                | + 34 s                |
| 8e                    | Carlos Oyarzún        | Chili                 | Équipe nationale du Chili    | + 40 s                |
| 9e                    | Eduardo Sepúlveda     | Argentine             | Bretagne-Séché Environnement | + 42 s                |
| 10e                   | Daniel Díaz           | Argentine             | Funvic-São José dos Campos   | + 42 s                |
| modifier              |                       |                       |                              |                       |

| Classement général | Classement général | Classement général | Classement général           | Classement général  |
|                    | Coureur            | Pays               | Équipe                       | Temps               |
| ------------------ | ------------------ | ------------------ | ---------------------------- | ------------------- |
| 1er                | Daniel Díaz        | Argentine          | Funvic-São José dos Campos   | en 16 h 52 min 37 s |
| 2e                 | Rodolfo Torres     | Colombie           | Colombia                     | + 1 min 9 s         |
| 3e                 | Nairo Quintana     | Colombie           | Movistar                     | + 1 min 25 s        |
| 4e                 | Eduardo Sepúlveda  | Argentine          | Bretagne-Séché Environnement | + 1 min 46 s        |
| 5e                 | Rodrigo Contreras  | Colombie           | Équipe nationale de Colombie | + 2 min 43 s        |
| 6e                 | Daniel Moreno      | Espagne            | Katusha                      | + 3 min 15 s        |
| 7e                 | Leandro Messineo   | Argentine          | San Luis Somos Todos         | + 3 min 54 s        |
| 8e                 | Ilnur Zakarin      | Russie             | Katusha                      | + 3 min 57 s        |
| 9e                 | Daniel Jaramillo   | Colombie           | Jamis-Hagens Berman          | + 4 min 18 s        |
| 10e                | Janez Brajkovič    | Slovénie           | UnitedHealthcare             | + 4 min 37 s        |
| modifier           |                    |                    |                              |                     |

### 6eétape
Le Brésilien Kléber Ramos (Funvic-São José dos Campos) remporte en solitaire la sixième étape.
| Classement de l'étape | Classement de l'étape | Classement de l'étape | Classement de l'étape        | Classement de l'étape |
|                       | Coureur               | Pays                  | Équipe                       | Temps                 |
| --------------------- | --------------------- | --------------------- | ---------------------------- | --------------------- |
| 1er                   | Kléber Ramos          | Brésil                | Funvic-São José dos Campos   | en 3 h 10 min 55 s    |
| 2e                    | Rodolfo Torres        | Colombie              | Colombia                     | + 2 s                 |
| 3e                    | Daniel Díaz           | Argentine             | Funvic-São José dos Campos   | + 6 s                 |
| 4e                    | Nairo Quintana        | Colombie              | Movistar                     | + 15 s                |
| 5e                    | Daniel Moreno         | Espagne               | Katusha                      | + 17 s                |
| 6e                    | Eduardo Sepúlveda     | Argentine             | Bretagne-Séché Environnement | + 22 s                |
| 7e                    | Joe Dombrowski        | États-Unis            | Cannondale-Garmin            | + 34 s                |
| 8e                    | Rodrigo Contreras     | Colombie              | Équipe nationale de Colombie | + 39 s                |
| 9e                    | Alexis Vuillermoz     | France                | AG2R La Mondiale             | + 50 s                |
| 10e                   | Daniel Jaramillo      | Colombie              | Jamis-Hagens Berman          | + 1 min 23 s          |
| modifier              |                       |                       |                              |                       |

| Classement général | Classement général | Classement général | Classement général           | Classement général |
|                    | Coureur            | Pays               | Équipe                       | Temps              |
| ------------------ | ------------------ | ------------------ | ---------------------------- | ------------------ |
| 1er                | Daniel Díaz        | Argentine          | Funvic-São José dos Campos   | en 20 h 3 min 38 s |
| 2e                 | Rodolfo Torres     | Colombie           | Colombia                     | + 1 min 5 s        |
| 3e                 | Nairo Quintana     | Colombie           | Movistar                     | + 1 min 34 s       |
| 4e                 | Eduardo Sepúlveda  | Argentine          | Bretagne-Séché Environnement | + 2 min 2 s        |
| 5e                 | Rodrigo Contreras  | Colombie           | Équipe nationale de Colombie | + 3 min 16 s       |
| 6e                 | Daniel Moreno      | Espagne            | Katusha                      | + 3 min 26 s       |
| 7e                 | Leandro Messineo   | Argentine          | San Luis Somos Todos         | + 5 min 21 s       |
| 8e                 | Joe Dombrowski     | États-Unis         | Cannondale-Garmin            | + 5 min 29 s       |
| 9e                 | Daniel Jaramillo   | Colombie           | Jamis-Hagens Berman          | + 5 min 35 s       |
| 10e                | Ilnur Zakarin      | Russie             | Katusha                      | + 5 min 39 s       |
| modifier           |                    |                    |                              |                    |

### 7eétape
Le Britannique Mark Cavendish (Etixx-Quick Step) remporte au sprint la septième étape.
| Classement de l'étape | Classement de l'étape | Classement de l'étape | Classement de l'étape        | Classement de l'étape |
|                       | Coureur               | Pays                  | Équipe                       | Temps                 |
| --------------------- | --------------------- | --------------------- | ---------------------------- | --------------------- |
| 1er                   | Mark Cavendish        | Royaume-Uni           | Etixx-Quick Step             | en 2 h 33 min 29 s    |
| 2e                    | Fernando Gaviria      | Colombie              | Équipe nationale de Colombie | m.t                   |
| 3e                    | Jakub Mareczko        | Italie                | Équipe nationale d'Italie    | m.t                   |
| 4e                    | Sacha Modolo          | Italie                | Lampre-Merida                | m.t                   |
| 5e                    | Yauheni Hutarovich    | Biélorussie           | Bretagne-Séché Environnement | m.t                   |
| 6e                    | Ken Hanson            | États-Unis            | UnitedHealthcare             | m.t                   |
| 7e                    | Nicolas Marini        | Italie                | Nippo-Vini Fantini           | m.t                   |
| 8e                    | Francisco Chamorro    | Argentine             | Funvic-São José dos Campos   | m.t                   |
| 9e                    | Julián Gaday          | Argentine             | Buenos Aires Provincia       | m.t                   |
| 10e                   | Daniel McLay          | Royaume-Uni           | Bretagne-Séché Environnement | m.t                   |
| modifier              |                       |                       |                              |                       |

## Classements finals

### Classement général final
| Classement général final | Classement général final | Classement général final | Classement général final     | Classement général final |
|                          | Coureur                  | Pays                     | Équipe                       | Temps                    |
| ------------------------ | ------------------------ | ------------------------ | ---------------------------- | ------------------------ |
| 1er                      | Daniel Díaz              | Argentine                | Funvic-São José dos Campos   | en 22 h 37 min 7 s       |
| 2e                       | Rodolfo Torres           | Colombie                 | Colombia                     | + 1 min 5 s              |
| 3e                       | Nairo Quintana           | Colombie                 | Movistar                     | + 1 min 34 s             |
| 4e                       | Eduardo Sepúlveda        | Argentine                | Bretagne-Séché Environnement | + 2 min 2 s              |
| 5e                       | Rodrigo Contreras        | Colombie                 | Équipe nationale de Colombie | + 3 min 16 s             |
| 6e                       | Daniel Moreno            | Espagne                  | Katusha                      | + 3 min 26 s             |
| 7e                       | Joe Dombrowski           | États-Unis               | Cannondale-Garmin            | + 5 min 29 s             |
| 8e                       | Daniel Jaramillo         | Colombie                 | Jamis-Hagens Berman          | + 5 min 35 s             |
| 9e                       | Leandro Messineo         | Argentine                | San Luis Somos Todos         | + 5 min 39 s             |
| 10e                      | Ilnur Zakarin            | Russie                   | Katusha                      | + 5 min 39 s             |
| modifier                 |                          |                          |                              |                          |

### Classements annexes
| Classement de la montagne | Classement de la montagne | Classement de la montagne | Classement de la montagne  | Classement de la montagne |
| ------------------------- | ------------------------- | ------------------------- | -------------------------- | ------------------------- |
|                           | Coureur                   | Pays                      | Équipe                     | Point(s)                  |
| 1er                       | Rodolfo Torres            | Colombie                  | Colombia                   | 35 points                 |
| 2e                        | Daniel Díaz               | Argentine                 | Funvic-São José dos Campos | 32 pts                    |
| 3e                        | Kléber Ramos              | Brésil                    | Funvic-São José dos Campos | 27 pts                    |
| modifier                  |                           |                           |                            |                           |

| Classement des sprints | Classement des sprints | Classement des sprints | Classement des sprints       | Classement des sprints |
| ---------------------- | ---------------------- | ---------------------- | ---------------------------- | ---------------------- |
|                        | Coureur                | Pays                   | Équipe                       | Point(s)               |
| 1er                    | Juan Esteban Arango    | Colombie               | Équipe nationale de Colombie | 11 points              |
| 2e                     | Sebastián Tolosa       | Argentine              | Buenos Aires Provincia       | 8 pts                  |
| 3e                     | Leandro Messineo       | Argentine              | San Luis-Somos Todos         | 6 pts                  |
| modifier               |                        |                        |                              |                        |

| Classement du meilleur jeune | Classement du meilleur jeune | Classement du meilleur jeune | Classement du meilleur jeune | Classement du meilleur jeune |
|                              | Coureur                      | Pays                         | Équipe                       | Temps                        |
| ---------------------------- | ---------------------------- | ---------------------------- | ---------------------------- | ---------------------------- |
| 1er                          | Rodrigo Contreras            | Colombie                     | Équipe nationale de Colombie | en 22 h 40 min 23 s          |
| 2e                           | Edward Díaz                  | Colombie                     | Colombia                     | + 5 min 18 s                 |
| 3e                           | Germán Enrique Chévez        | Colombie                     | Équipe nationale de Colombie | + 5 min 42 s                 |
| modifier                     |                              |                              |                              |                              |

| Classement par équipes | Classement par équipes | Classement par équipes | Classement par équipes |
|                        | Équipe                 | Pays                   | Temps                  |
| ---------------------- | ---------------------- | ---------------------- | ---------------------- |
| 1re                    | Colombia               | Colombie               | en 68 h 7 min 25 s     |
| 2e                     | Movistar               | Espagne                | + 2 min 24 s           |
| 3e                     | Katusha                | Russie                 | + 2 min 29 s           |
| modifier               |                        |                        |                        |

### UCI America Tour
Ce Tour de San Luis attribue des points pour l'UCI America Tour 2015, par équipes seulement aux coureurs des équipes continentales professionnelles et continentales, individuellement à tous les coureurs sauf ceux faisant partie d'une équipe ayant un label WorldTeam.
| Position,          | 1er | 2e | 3e | 4e | 5e | 6e | 7e | 8e | 9e | 10e | 11e | 12e |
| Classement général | 80  | 56 | 32 | 24 | 20 | 16 | 12 | 8  | 7  | 6   | 5   | 3   |
| Par étape          | 16  | 11 | 6  | 5  | 4  | 2  |    |    |    |     |     |     |
| Leader, par étape  | 8   |    |    |    |    |    |    |    |    |     |     |     |

| Cycliste             | Équipe                       | Général | Étape | Leader | Total |
| -------------------- | ---------------------------- | ------- | ----- | ------ | ----- |
| Daniel Díaz          | Funvic-São José dos Campos   | 80      | 38    | 40     | 158   |
| Rodolfo Torres       | Colombia                     | 56      | 28    | -      | 84    |
| Fernando Gaviria     | Équipe nationale de Colombie | -       | 43    | 8      | 51    |
| Eduardo Sepúlveda    | Bretagne-Séché Environnement | 24      | 11    | -      | 35    |
| Rodrigo Contreras    | Équipe nationale de Colombie | 20      | 2     | -      | 22    |
| Kléber Ramos         | Funvic-São José dos Campos   | -       | 22    | -      | 22    |
| Alex Diniz           | Funvic-São José dos Campos   | -       | 13    | -      | 13    |
| Leandro Messineo     | San Luis-Somos Todos         | 7       | 4     | -      | 11    |
| Yauheni Hutarovich   | Bretagne-Séché Environnement | -       | 9     | -      | 9     |
| Daniel Jaramillo     | Jamis-Hagens Berman          | 8       | -     | -      | 8     |
| Nicolas Marini       | Équipe nationale d'Italie    | -       | 7     | -      | 7     |
| Jakub Mareczko       | Équipe nationale d'Italie    | -       | 6     | -      | 6     |
| Serghei Țvetcov      | Androni Giocattoli           | -       | 5     | -      | 5     |
| Eduard-Michael Grosu | Nippo-Vini Fantini           | -       | 4     | -      | 4     |
| Sebastián Tolosa     | Buenos Aires Provincia       | -       | 4     | -      | 4     |
| Miguel Ángel Rubiano | Colombia                     | 3       | -     | -      | 3     |
| Oscar Gatto          | Androni Giocattoli           | -       | 2     | -      | 2     |
| Ken Hanson           | UnitedHealthcare             | -       | 2     | -      | 2     |

## Évolution des classements
| Étape              | Vainqueur          | Classement général | Classement de la montagne | Classement des sprints | Classement du meilleur jeune | Classement par équipes       |
| ------------------ | ------------------ | ------------------ | ------------------------- | ---------------------- | ---------------------------- | ---------------------------- |
| 1                  | Fernando Gaviria   | Fernando Gaviria   | Kléber Ramos              | Leandro Messineo       | Fernando Gaviria             | Bretagne-Séché Environnement |
| 2                  | Daniel Díaz        | Daniel Díaz        | Daniel Díaz               | Leandro Messineo       | Rodrigo Contreras            | Funvic-São José dos Campos   |
| 3                  | Fernando Gaviria   | Daniel Díaz        | Daniel Díaz               | Leandro Messineo       | Rodrigo Contreras            | Funvic-São José dos Campos   |
| 4                  | Daniel Díaz        | Daniel Díaz        | Daniel Díaz               | Leandro Messineo       | Rodrigo Contreras            | Colombia                     |
| 5                  | Adriano Malori     | Daniel Díaz        | Daniel Díaz               | Leandro Messineo       | Rodrigo Contreras            | Colombia                     |
| 6                  | Kléber Ramos       | Daniel Díaz        | Daniel Díaz               | Juan Esteban Arango    | Rodrigo Contreras            | Colombia                     |
| 7                  | Mark Cavendish     | Daniel Díaz        | Rodolfo Torres            | Juan Esteban Arango    | Rodrigo Contreras            | Colombia                     |
| Classements finals | Classements finals | Daniel Díaz        | Rodolfo Torres            | Juan Esteban Arango    | Rodrigo Contreras            | Colombia                     |

## Liste des participants
- Liste de départ complète

| Légende                          | Légende                                                                                                  | Légende                                | Légende                                                                                         |
| -------------------------------- | --- | -------------------------------------- | ----------------------------------------------------------------------------------------------- |
| Num                              | Dossard de départ porté par le coureur sur ce Tour de San Luis                                           | Pos                                    | Position finale au classement général                                                           |
| Leader du classement général     | Indique le vainqueur du classement général                                                               | Leader du classement de la montagne    | Indique le vainqueur du classement de la montagne                                               |
| Leader du classement des sprints | Indique le vainqueur du classement des sprints                                                           | Leader du classement du meilleur jeune | Indique le vainqueur du classement du meilleur jeune                                            |
|                                  | Indique un maillot de champion national ou mondial, suivi de sa spécialité                               | #                                      | Indique la meilleure équipe                                                                     |
| NP                               | Indique un coureur qui n'a pas pris le départ d'une étape, suivi du numéro de l'étape où il s'est retiré | AB                                     | Indique un coureur qui n'a pas terminé une étape, suivi du numéro de l'étape où il s'est retiré |
| HD                               | Indique un coureur qui a terminé une étape hors des délais, suivi du numéro de l'étape                   | DSQ                                    | Indique un coureur qui a été disqualifié de la course, suivi du numéro de l'étape               |
| *                                | Indique un coureur en lice pour le classement du meilleur jeune (coureurs nés après le 1er janvier 1993) |                                        |                                                                                                 |

| Movistar MOV                            | Movistar MOV               | Movistar MOV |
| --------------------------------------- | -------------------------- | ------------ |
| Num                                     | Coureur                    | Pos          |
| 1                                       | Nairo Quintana (COL)       | 3e           |
| 2                                       | Igor Antón (ESP)           | 17e          |
| 3                                       | Adriano Malori (ITA) (Clm) | 83e          |
| 4                                       | Dayer Quintana (COL)       | 22e          |
| 5                                       | Marc Soler (ESP)*          | 81e          |
| 6                                       | Jasha Sütterlin (GER)      | 90e          |
| 7                                       |                            |              |
| 8                                       |                            |              |
| Directeur sportif : José Luis Jaimerena |                            |              |

| San Luis Somos Todos SLS          | San Luis Somos Todos SLS | San Luis Somos Todos SLS |
| --------------------------------- | ------------------------ | ------------------------ |
| Num                               | Coureur                  | Pos                      |
| 11                                | Jorge Giacinti (ARG)     | 51e                      |
| 12                                | Leandro Messineo (ARG)   | 9e                       |
| 13                                | Sergio Godoy (ARG)       | NP-4                     |
| 14                                | Alfredo Lucero (ARG)     | 21e                      |
| 15                                | Josué Moyano (ARG)       | 15e                      |
| 16                                | Andrei Sartassov (RUS)   | 110e                     |
| 17                                | Gabriel Juárez (ARG)     | 36e                      |
| 18                                | Emanuel Guevara (ARG)    | 77e                      |
| Directeur sportif : Ramón Sánchez |                          |                          |

| AG2R La Mondiale ALM                 | AG2R La Mondiale ALM      | AG2R La Mondiale ALM |
| ------------------------------------ | ------------------------- | -------------------- |
| Num                                  | Coureur                   | Pos                  |
| 21                                   | Carlos Betancur (COL)     | 88e                  |
| 22                                   | Ben Gastauer (LUX)        | 34e                  |
| 23                                   | Guillaume Bonnafond (FRA) | 33e                  |
| 24                                   | Hugo Houle (CAN)          | 61e                  |
| 25                                   | Rinaldo Nocentini (ITA)   | 74e                  |
| 26                                   | Alexis Vuillermoz (FRA)   | 11e                  |
| 27                                   |                           |                      |
| 28                                   |                           |                      |
| Directeur sportif : Artūras Kasputis |                           |                      |

| Etixx-Quick Step EQS               | Etixx-Quick Step EQS                   | Etixx-Quick Step EQS |
| ---------------------------------- | -------------------------------------- | -------------------- |
| Num                                | Coureur                                | Pos                  |
| 31                                 | Michał Kwiatkowski (POL) (Route) (Clm) | 66e                  |
| 32                                 | Mark Cavendish (GBR)                   | 86e                  |
| 33                                 | Michał Gołaś (POL)                     | 72e                  |
| 34                                 | Fabio Sabatini (ITA)                   | 89e                  |
| 35                                 | Guillaume Van Keirsbulck (BEL)         | 94e                  |
| 36                                 | Łukasz Wiśniowski (POL)                | 84e                  |
| 37                                 |                                        |                      |
| 38                                 |                                        |                      |
| Directeur sportif : Davide Bramati |                                        |                      |

| Europcar EUC                          | Europcar EUC             | Europcar EUC |
| ------------------------------------- | ------------------------ | ------------ |
| Num                                   | Coureur                  | Pos          |
| 41                                    | Antoine Duchesne (CAN)   | 98e          |
| 42                                    | Yohann Gène (FRA)        | 113e         |
| 43                                    | Romain Guillemois (FRA)  | 47e          |
| 44                                    | Fabrice Jeandesboz (FRA) | 48e          |
| 45                                    | Bryan Nauleau (FRA)      | 128e         |
| 46                                    | Thomas Voeckler (FRA)    | 45e          |
| 47                                    |                          |              |
| 48                                    |                          |              |
| Directeur sportif : Dominique Arnould |                          |              |

| Lampre-Merida LAM                 | Lampre-Merida LAM         | Lampre-Merida LAM |
| --------------------------------- | ------------------------- | ----------------- |
| Num                               | Coureur                   | Pos               |
| 51                                | Mattia Cattaneo (ITA)     | 37e               |
| 52                                | Sacha Modolo (ITA)        | 107e              |
| 53                                | Przemysław Niemiec (POL)  | 13e               |
| 54                                | Filippo Pozzato (ITA)     | 38e               |
| 55                                | Maximiliano Richeze (ARG) | 133e              |
| 56                                | Luka Pibernik (SLO)*      | 92e               |
| 57                                |                           |                   |
| 58                                |                           |                   |
| Directeur sportif : Orlando Maini |                           |                   |

| Cannondale-Garmin TCG                | Cannondale-Garmin TCG       | Cannondale-Garmin TCG |
| ------------------------------------ | --------------------------- | --------------------- |
| Num                                  | Coureur                     | Pos                   |
| 61                                   | Thomas Danielson (USA)      | 29e                   |
| 62                                   | Nathan Brown (USA)          | 35e                   |
| 63                                   | Joe Dombrowski (USA)        | 7e                    |
| 64                                   | Kristoffer Skjerping (NOR)* | 85e                   |
| 65                                   | Benjamin King (USA)         | 27e                   |
| 66                                   | Ted King (USA)              | 87e                   |
| 67                                   |                             |                       |
| 68                                   |                             |                       |
| Directeur sportif : Bingen Fernández |                             |                       |

| Katusha KAT                          | Katusha KAT             | Katusha KAT |
| ------------------------------------ | ----------------------- | ----------- |
| Num                                  | Coureur                 | Pos         |
| 71                                   | Luca Paolini (ITA)      | 136e        |
| 72                                   | Pavel Kochetkov (RUS)   | 26e         |
| 73                                   | Alberto Losada (ESP)    | 19e         |
| 74                                   | Daniel Moreno (ESP)     | 6e          |
| 75                                   | Dmitry Kozontchuk (RUS) | 82e         |
| 76                                   | Ilnur Zakarin (RUS)     | 10e         |
| 77                                   |                         |             |
| 78                                   |                         |             |
| Directeur sportif : Dimitri Konyshev |                         |             |

| Équipe nationale d'Argentine ARG   | Équipe nationale d'Argentine ARG | Équipe nationale d'Argentine ARG |
| ---------------------------------- | -------------------------------- | -------------------------------- |
| Num                                | Coureur                          | Pos                              |
| 81                                 | Lucas Gaday (ARG)*               | 41e                              |
| 82                                 | Sebastián Cianci (ARG)*          | 122e                             |
| 83                                 | Julio Gil Maidana (ARG)*         | AB-3                             |
| 84                                 | Mauricio Graziani (ARG)*         | 68e                              |
| 85                                 | Ismael Laguna (ARG)*             | 138e                             |
| 86                                 | Nicolás Tivani (ARG)*            | 63e                              |
| 87                                 | Julián Barrientos (ARG)*         | 135e                             |
| 88                                 | Mariano Rodríguez (ARG)*         | AB-2                             |
| Directeur sportif : Martín Garrido |                                  |                                  |

| Novo Nordisk TNN                      | Novo Nordisk TNN         | Novo Nordisk TNN |
| ------------------------------------- | ------------------------ | ---------------- |
| Num                                   | Coureur                  | Pos              |
| 91                                    | Kevin De Mesmaeker (BEL) | AB-2             |
| 92                                    | David Lozano (ESP)       | 79e              |
| 93                                    | Charles Planet (FRA)*    | AB-3             |
| 94                                    | Nicolas Lefrançois (FRA) | 116e             |
| 95                                    | Andrea Peron (ITA)       | 99e              |
| 96                                    | Martijn Verschoor (NED)  | 93e              |
| 97                                    |                          |                  |
| 98                                    |                          |                  |
| Directeur sportif : Massimo Podenzana |                          |                  |

| Androni Giocattoli AND              | Androni Giocattoli AND   | Androni Giocattoli AND |
| ----------------------------------- | ------------------------ | ---------------------- |
| Num                                 | Coureur                  | Pos                    |
| 101                                 | Oscar Gatto (ITA)        | 131e                   |
| 102                                 | Marco Bandiera (ITA)     | 129e                   |
| 103                                 | John Ebsen (DAN)         | 96e                    |
| 104                                 | Simone Stortoni (ITA)    | 31e                    |
| 105                                 | Serghei Țvetcov (ROU)    | 78e                    |
| 106                                 | Gianfranco Zilioli (ITA) | 30e                    |
| 107                                 |                          |                        |
| 108                                 |                          |                        |
| Directeur sportif : Giovanni Ellena |                          |                        |

| UnitedHealthcare UHC                | UnitedHealthcare UHC  | UnitedHealthcare UHC |
| ----------------------------------- | --------------------- | -------------------- |
| Num                                 | Coureur               | Pos                  |
| 111                                 | Janez Brajkovič (SLO) | 14e                  |
| 112                                 | Jonathan Clarke (AUS) | 112e                 |
| 113                                 | Marco Canola (ITA)    | 56e                  |
| 114                                 | Kiel Reijnen (USA)    | 108e                 |
| 115                                 | Carlos Alzate (COL)   | 127e                 |
| 116                                 | Ken Hanson (USA)      | 97e                  |
| 117                                 |                       |                      |
| 118                                 |                       |                      |
| Directeur sportif : Roberto Damiani |                       |                      |

| Bretagne-Séché Environnement BSE      | Bretagne-Séché Environnement BSE | Bretagne-Séché Environnement BSE |
| ------------------------------------- | -------------------------------- | -------------------------------- |
| Num                                   | Coureur                          | Pos                              |
| 121                                   | Eduardo Sepúlveda (ARG)          | 4e                               |
| 122                                   | Matthieu Boulo (FRA)             | 44e                              |
| 123                                   | Armindo Fonseca (FRA)            | 60e                              |
| 124                                   | Brice Feillu (FRA)               | 42e                              |
| 125                                   | Yauheni Hutarovich (BLR) (Route) | 125e                             |
| 126                                   | Daniel McLay (GBR)               | 142e                             |
| 127                                   |                                  |                                  |
| 128                                   |                                  |                                  |
| Directeur sportif : Sébastien Hinault |                                  |                                  |

| Nippo-Vini Fantini NIP               | Nippo-Vini Fantini NIP     | Nippo-Vini Fantini NIP |
| ------------------------------------ | -------------------------- | ---------------------- |
| Num                                  | Coureur                    | Pos                    |
| 131                                  | Riccardo Stacchiotti (ITA) | 111e                   |
| 132                                  | Mattia Pozzo (ITA)         | 105e                   |
| 133                                  | Eduard-Michael Grosu (ROU) | 124e                   |
| 134                                  | Giacomo Berlato (ITA)      | 75e                    |
| 135                                  | Nicolas Marini (ITA)*      | 130e                   |
| 136                                  | Genki Yamamoto (JPN)       | 64e                    |
| 137                                  |                            |                        |
| 138                                  |                            |                        |
| Directeur sportif : Stefano Giuliani |                            |                        |

| Colombia # COL                        | Colombia # COL                     | Colombia # COL |
| ------------------------------------- | ---------------------------------- | -------------- |
| Num                                   | Coureur                            | Pos            |
| 141                                   | Edward Díaz (COL)*                 | 16e            |
| 142                                   | Leonardo Duque (COL)               | 73e            |
| 143                                   | Carlos Quintero (COL)              | 52e            |
| 144                                   | Miguel Ángel Rubiano (COL) (Route) | 12e            |
| 145                                   | Rodolfo Torres (COL)               | 2e             |
| 146                                   | Juan Pablo Valencia (COL)          | 70e            |
| 147                                   |                                    |                |
| 148                                   |                                    |                |
| Directeur sportif : Oscar Pelliccioli |                                    |                |

| Jamis-Hagens Berman JHB                 | Jamis-Hagens Berman JHB     | Jamis-Hagens Berman JHB |
| --------------------------------------- | --------------------------- | ----------------------- |
| Num                                     | Coureur                     | Pos                     |
| 151                                     | Gregory Brenes (CRC)        | 28e                     |
| 152                                     | Daniel Jaramillo (COL)      | 8e                      |
| 153                                     | Lucas Sebastián Haedo (ARG) | 115e                    |
| 154                                     | David Williams (USA)        | AB-7                    |
| 155                                     | Stephen Leece (USA)         | 117e                    |
| 156                                     | Carson Miller (USA)         | 109e                    |
| 157                                     |                             |                         |
| 158                                     |                             |                         |
| Directeur sportif : Sebastien Alexandre |                             |                         |

| Buenos Aires Provincia BAP              | Buenos Aires Provincia BAP | Buenos Aires Provincia BAP |
| --------------------------------------- | -------------------------- | -------------------------- |
| Num                                     | Coureur                    | Pos                        |
| 161                                     | Alan Sivori (ARG)*         | 114e                       |
| 162                                     | Ariel Sivori (ARG)         | 25e                        |
| 163                                     | Julián Gaday (ARG)         | 134e                       |
| 164                                     | Sebastián Tolosa (ARG)     | 120e                       |
| 165                                     | Claudio Arone (ARG)        | 104e                       |
| 166                                     | Santiago Espindola (ARG)*  | 121e                       |
| 167                                     | Guido Palma (ARG)          | 123e                       |
| 168                                     |                            |                            |
| Directeur sportif : Juan Martin Ferrari |                            |                            |

| Funvic-São José dos Campos FUN       | Funvic-São José dos Campos FUN | Funvic-São José dos Campos FUN |
| ------------------------------------ | ------------------------------ | ------------------------------ |
| Num                                  | Coureur                        | Pos                            |
| 171                                  | Daniel Díaz (ARG) (Route)      | 1er                            |
| 172                                  | Antonio Garnero (BRA) (Route)  | 119e                           |
| 173                                  | Kléber Ramos (BRA)             | 23e                            |
| 174                                  | Alex Diniz (BRA)               | NP-5                           |
| 175                                  | Magno Nazaret (BRA)            | AB-1                           |
| 176                                  | Francisco Chamorro (ARG)       | 141e                           |
| 177                                  |                                |                                |
| 178                                  |                                |                                |
| Directeur sportif : Benedito Azevedo |                                |                                |

| Inteja-MMR Dominican DCT             | Inteja-MMR Dominican DCT  | Inteja-MMR Dominican DCT |
| ------------------------------------ | ------------------------- | ------------------------ |
| Num                                  | Coureur                   | Pos                      |
| 181                                  | Diego Milán (DOM) (Route) | 54e                      |
| 182                                  | Adderlyn Cruz (DOM)       | 71e                      |
| 183                                  | William Guzmán (DOM)      | 126e                     |
| 184                                  | Rubén Menéndez (ESP)      | AB-3                     |
| 185                                  | Joaquín Sobrino (ESP)     | 132e                     |
| 186                                  | Israel Nuño (ESP)         | 76e                      |
| 187                                  |                           |                          |
| 188                                  |                           |                          |
| Directeur sportif : Adrián Palomares |                           |                          |

| Cycling Academy CAT            | Cycling Academy CAT    | Cycling Academy CAT |
| ------------------------------ | ---------------------- | ------------------- |
| Num                            | Coureur                | Pos                 |
| 191                            | Yoav Bear (ISR) (Clm)  | 100e                |
| 192                            | Ido Zilberstein (ISR)* | 106e                |
| 193                            | Ľuboš Malovec (SVK)*   | 53e                 |
| 194                            | Daniel Turek (CZE)*    | 62e                 |
| 195                            | Wojciech Migdał (POL)  | 91e                 |
| 196                            | Emanuel Piaskowy (POL) | 39e                 |
| 197                            |                        |                     |
| 198                            |                        |                     |
| Directeur sportif : Ján Valach |                        |                     |

| Équipe nationale d'Italie ITA      | Équipe nationale d'Italie ITA | Équipe nationale d'Italie ITA |
| ---------------------------------- | ----------------------------- | ----------------------------- |
| Num                                | Coureur                       | Pos                           |
| 201                                | Enrico Battaglin (ITA)        | 102e                          |
| 202                                | Mauro Finetto (ITA)           | 49e                           |
| 203                                | Liam Bertazzo (ITA)           | 139e                          |
| 204                                | Jakub Mareczko (ITA)*         | 137e                          |
| 205                                | Simone Petilli (ITA)*         | 46e                           |
| 206                                | Davide Ballerini (ITA)*       | 118e                          |
| 207                                |                               |                               |
| 208                                |                               |                               |
| Directeur sportif : Davide Cassani |                               |                               |

| Équipe nationale de Colombie COL           | Équipe nationale de Colombie COL | Équipe nationale de Colombie COL |
| ------------------------------------------ | -------------------------------- | -------------------------------- |
| Num                                        | Coureur                          | Pos                              |
| 211                                        | Fernando Gaviria (COL)*          | 59e                              |
| 212                                        | Juan Esteban Arango (COL)        | 40e                              |
| 213                                        | Weimar Roldán (COL)              | 20e                              |
| 214                                        | Luis Felipe Laverde (COL)        | 50e                              |
| 215                                        | Rodrigo Contreras (COL)*         | 5e                               |
| 216                                        | Germán Enrique Chévez (COL)*     | 18e                              |
| 217                                        |                                  |                                  |
| 218                                        |                                  |                                  |
| Directeur sportif : Carlos Mario Jaramillo |                                  |                                  |

| Équipe nationale de Cuba CUB        | Équipe nationale de Cuba CUB | Équipe nationale de Cuba CUB |
| ----------------------------------- | ---------------------------- | ---------------------------- |
| Num                                 | Coureur                      | Pos                          |
| 221                                 | Arnold Alcolea (CUB)         | DSQ-6                        |
| 222                                 | Yeinier López (CUB)          | 67e                          |
| 223                                 | Félix Nodarse (CUB)          | 101e                         |
| 224                                 | Yans Arias (CUB)             | 144e                         |
| 225                                 | Onel Santa Clara (CUB)*      | 140e                         |
| 226                                 |                              |                              |
| 227                                 |                              |                              |
| 228                                 |                              |                              |
| Directeur sportif : Henry Rodríguez |                              |                              |

| -                     | -       | -   |
| --------------------- | ------- | --- |
| Num                   | Coureur | Pos |
| 231                   |         |     |
| 232                   |         |     |
| 233                   |         |     |
| 234                   |         |     |
| 235                   |         |     |
| 236                   |         |     |
| 237                   |         |     |
| 238                   |         |     |
| Directeur sportif : - |         |     |

| Équipe nationale du Chili CHL   | Équipe nationale du Chili CHL      | Équipe nationale du Chili CHL |
| ------------------------------- | ---------------------------------- | ----------------------------- |
| Num                             | Coureur                            | Pos                           |
| 241                             | Gonzalo Garrido (CHI)              | 43e                           |
| 242                             | Carlos Oyarzún (CHI)               | 32e                           |
| 243                             | Patricio Almonacid (CHI)           | 69e                           |
| 244                             | Adrián Alvarado (CHI)              | 103e                          |
| 245                             | Cristóbal Olavarría (CHI)          | AB-2                          |
| 246                             | José Luis Rodríguez Aguilar (CHI)* | 58e                           |
| 247                             |                                    |                               |
| 248                             |                                    |                               |
| Directeur sportif : Sergio Gili |                                    |                               |

| Équipe nationale du Panama PAN    | Équipe nationale du Panama PAN | Équipe nationale du Panama PAN |
| --------------------------------- | ------------------------------ | ------------------------------ |
| Num                               | Coureur                        | Pos                            |
| 251                               | Ramón Carretero (PAN)          | AB-3                           |
| 252                               | Maicol Rodríguez (PAN)         | 80e                            |
| 253                               | José De León (PAN)             | 143e                           |
| 254                               | Roberto González (PAN)*        | 65e                            |
| 255                               | Fernando Ureña (PAN)           | AB-6                           |
| 256                               | Francisco González (PAN)       | 95e                            |
| 257                               |                                |                                |
| 258                               |                                |                                |
| Directeur sportif : Luis Otalvaro |                                |                                |

| Sindicato de Empleados Públicos de San Juan SEP | Sindicato de Empleados Públicos de San Juan SEP | Sindicato de Empleados Públicos de San Juan SEP |
| ----------------------------------------------- | ----------------------------------------------- | ----------------------------------------------- |
| Num                                             | Coureur                                         | Pos                                             |
| 261                                             | Elias Pereyra (ARG)                             | AB-7                                            |
| 262                                             | Franco Lopardo (ARG)                            | AB-2                                            |
| 263                                             | Ignacio Pérez (ARG)                             | 57e                                             |
| 264                                             | Laureano Rosas (ARG) (Clm)                      | AB-3                                            |
| 265                                             | Lucas Lopardo (ARG)                             | AB-6                                            |
| 266                                             | Darío Díaz (ARG)                                | AB-6                                            |
| 267                                             | Mauricio Muller (ARG)                           | 55e                                             |
| 268                                             | Gastón Javier (ARG)*                            | 24e                                             |
| Directeur sportif : José Alberto Díaz           |                                                 |                                                 |